# Francisco Jémez Martín
Francisco Jémez Martín, noto come Paco, (Las Palmas de Gran Canaria, 18 aprile 1970), è un allenatore di calcio ed ex calciatore spagnolo, di ruolo difensore, tecnico dell'Ibiza.

## Carriera

### Giocatore

#### Club
Debutta in prima squadra con il Córdoba nel 1989, passando al Real Murcia nel 1991, e l'anno successivo al Rayo Vallecano, con cui debutta nella Primera División.
La stagione seguente viene acquistato dal Deportivo La Coruña, società in cui milita per cinque campionati, vincendo una Coppa del Re ed una Supercoppa di Spagna.
Nel 1998 passa al Real Saragozza, con cui disputa 168 partite e vince un'altra Coppa del Re.
Conclude la carriera nel 2004, dopo sei mesi al Rayo Vallecano.

#### Nazionale
Ha totalizzato 21 presenze con la Nazionale di calcio spagnola, con cui ha partecipato al Campionato europeo di calcio 2000.
Il suo debutto risale al 23 settembre 1998 in Spagna-Russia 1-0.

### Allenatore
Intraprende la carriera di allenatore nel 2006, guidando l'Alcalá al primo posto nel proprio girone di Tercera División. L'anno successivo passa al Córdoba in Segunda División, dove viene esonerato dopo 31 giornate. Nella stagione 2008-2009 si siede sulla panchina dell'FC Cartagena, centrando la promozione in Segunda División, senza però essere riconfermato l'anno successivo. Dopo una stagione sabbatica, allena il Las Palmas, mentre nel 2011-2012 ritorna al Córdoba.
Dal 2012 al 2016 allena il Rayo Vallecano. Nel 2016 guida il Granada, prima di trasferirsi nello stesso anno al Cruz Azul. Nel 2017 fa ritorno in Spagna per allenare il Las Palmas. Nella stagione 2019-2020 torna alla guida del Rayo Vallecano.
Il 26 dicembre 2021 viene ingaggiato dall'Ibiza in Segunda Divisiòn.

## Statistiche

### Statistiche da allenatore
Statistiche aggiornate al 21 ottobre 2023. In grassetto le competizioni vinte.
| Stagione              | Squadra               | Campionato            | Campionato | Campionato | Campionato | Campionato | Coppe nazionali | Coppe nazionali | Coppe nazionali | Coppe nazionali | Coppe nazionali | Coppe continentali | Coppe continentali | Coppe continentali | Coppe continentali | Coppe continentali | Altre coppe | Altre coppe | Altre coppe | Altre coppe | Altre coppe | Totale | Totale | Totale | Totale | % Vittorie | Piazzamento     |
| Stagione              | Squadra               | Comp                  | G          | V          | N          | P          | Comp            | G               | V               | N               | P               | Comp               | G                  | V                  | N                  | P                  | Comp        | G           | V           | N           | P           | G      | V      | N      | P      | %          | Piazzamento     |
| --------------------- | --------------------- | --------------------- | ---------- | ---------- | ---------- | ---------- | --------------- | --------------- | --------------- | --------------- | --------------- | ------------------ | ------------------ | ------------------ | ------------------ | ------------------ | ----------- | ----------- | ----------- | ----------- | ----------- | ------ | ------ | ------ | ------ | ---------- | --------------- |
| 2006-2007             | Alcalá                | TD                    | 40+4       | 19+1       | 14         | 7+3        | -               | -               | -               | -               | -               | -                  | -                  | -                  | -                  | -                  | -           | -           | -           | -           | -           | 44     | 20     | 14     | 10     | 45,45      | 1°              |
| 2007-2008             | Córdoba               | SD                    | 31         | 7          | 15         | 9          | CR              | 1               | 0               | 0               | 1               | -                  | -                  | -                  | -                  | -                  | -           | -           | -           | -           | -           | 32     | 7      | 15     | 10     | 21,88      | Eson            |
| feb.-giu. 2009        | FC Cartagena          | SDB                   | 15+4       | 8+1        | 5+2        | 2+1        | CR              | -               | -               | -               | -               | -                  | -                  | -                  | -                  | -                  | -           | -           | -           | -           | -           | 19     | 9      | 7      | 3      | 47,37      | Sub, 1° (prom)  |
| 2010-feb. 2011        | Las Palmas            | SD                    | 26         | 5          | 11         | 10         | CR              | 1               | 0               | 0               | 1               | -                  | -                  | -                  | -                  | -                  | -           | -           | -           | -           | -           | 27     | 5      | 11     | 11     | 18,52      | Eson            |
| 2011-2012             | Córdoba               | SD                    | 42+2       | 20         | 11+1       | 11+1       | CR              | 6               | 3               | 1               | 2               | -                  | -                  | -                  | -                  | -                  | -           | -           | -           | -           | -           | 50     | 23     | 13     | 14     | 46,00      | 6°              |
| Totale Cordoba        | Totale Cordoba        | Totale Cordoba        | 73+2       | 27         | 26+1       | 20+1       |                 | 7               | 3               | 1               | 3               |                    | -                  | -                  | -                  | -                  |             | -           | -           | -           | -           | 82     | 30     | 28     | 24     | 36,59      |                 |
| 2012-2013             | Rayo Vallecano        | PD                    | 38         | 16         | 5          | 17         | CR              | 2               | 0               | 1               | 1               | -                  | -                  | -                  | -                  | -                  | -           | -           | -           | -           | -           | 40     | 16     | 6      | 18     | 40,00      | 8°              |
| 2013-2014             | Rayo Vallecano        | PD                    | 38         | 13         | 4          | 21         | CR              | 4               | 1               | 2               | 1               | -                  | -                  | -                  | -                  | -                  | -           | -           | -           | -           | -           | 42     | 14     | 6      | 22     | 33,33      | 12°             |
| 2014-2015             | Rayo Vallecano        | PD                    | 38         | 15         | 4          | 19         | CR              | 2               | 0               | 1               | 1               | -                  | -                  | -                  | -                  | -                  | -           | -           | -           | -           | -           | 40     | 15     | 5      | 20     | 37,50      | 11°             |
| 2015-2016             | Rayo Vallecano        | PD                    | 38         | 9          | 11         | 18         | CR              | 4               | 1               | 1               | 2               | -                  | -                  | -                  | -                  | -                  | -           | -           | -           | -           | -           | 42     | 10     | 12     | 20     | 23,81      | 18° (ret.)      |
| ago.-ott. 2016        | Granada               | PD                    | 7          | 0          | 2          | 5          | CR              | 0               | 0               | 0               | 0               | -                  | -                  | -                  | -                  | -                  | -           | -           | -           | -           | -           | 7      | 0      | 2      | 5      | &0,00      | Eson            |
| gen.-mag. 2017        | Cruz Azul             | PD                    | 17         | 5          | 6          | 6          | cMX             | 7               | 3               | 2               | 2               | -                  | -                  | -                  | -                  | -                  | -           | -           | -           | -           | -           | 24     | 8      | 8      | 8      | 33,33      | 11°             |
| lug.-nov. 2017        | Cruz Azul             | PD                    | 17+2       | 7          | 6+2        | 4          | cMX             | 5               | 2               | 2               | 1               | -                  | -                  | -                  | -                  | -                  | -           | -           | -           | -           | -           | 24     | 9      | 10     | 5      | 37,50      | 6°              |
| Totale Cruz Azul      | Totale Cruz Azul      | Totale Cruz Azul      | 34+2       | 12         | 12+2       | 10         |                 | 12              | 5               | 4               | 3               |                    | -                  | -                  | -                  | -                  |             | -           | -           | -           | -           | 48     | 17     | 18     | 13     | 35,42      |                 |
| gen.-mag. 2018        | Las Palmas            | PD                    | 21         | 2          | 5          | 14         | CR              | 2               | 0               | 1               | 1               | -                  | -                  | -                  | -                  | -                  | -           | -           | -           | -           | -           | 23     | 2      | 6      | 15     | &8,70      | Sub, 19° (ret.) |
| Totale Las Palmas     | Totale Las Palmas     | Totale Las Palmas     | 47         | 7          | 16         | 24         |                 | 3               | 0               | 1               | 2               |                    | -                  | -                  | -                  | -                  |             | -           | -           | -           | -           | 50     | 7      | 17     | 26     | 14,00      |                 |
| mar.-mag. 2019        | Rayo Vallecano        | PD                    | 10         | 2          | 3          | 5          | CR              | 0               | 0               | 0               | 0               | -                  | -                  | -                  | -                  | -                  | -           | -           | -           | -           | -           | 10     | 2      | 3      | 5      | 20,00      | Sub, 20° (ret.) |
| 2019-2020             | Rayo Vallecano        | SD                    | 42         | 13         | 21         | 8          | CR              | 4               | 2               | 1               | 1               | -                  | -                  | -                  | -                  | -                  | -           | -           | -           | -           | -           | 46     | 15     | 22     | 9      | 32,61      | 7°              |
| Totale Rayo Vallecano | Totale Rayo Vallecano | Totale Rayo Vallecano | 204        | 68         | 48         | 88         |                 | 16              | 4               | 6               | 6               |                    | -                  | -                  | -                  | -                  |             | -           | -           | -           | -           | 220    | 72     | 54     | 94     | 32,73      |                 |
| gen.-mag. 2022        | Ibiza                 | SD                    | 21         | 7          | 6          | 8          | -               | -               | -               | -               | -               | -                  | -                  | -                  | -                  | -                  | -           | -           | -           | -           | -           | 21     | 7      | 6      | 8      | 33,33      | Sub, 15°        |
| dic. 2022-2023        | Tractor Sazi          | PL                    | 19         | 11         | 4          | 4          | CI              | 1               | 0               | 0               | 1               | -                  | -                  | -                  | -                  | -                  | -           | -           | -           | -           | -           | 20     | 11     | 4      | 5      | 55,00      | Sub, 4°         |
| 2023-2024             | Tractor Sazi          | PL                    | 8          | 4          | 0          | 4          | CI              | 0               | 0               | 0               | 0               | ACL                | 1                  | 0                  | 0                  | 1                  | -           | -           | -           | -           | -           | 9      | 4      | 0      | 5      | 44,44      |                 |
| Totale Tractor Sazi   | Totale Tractor Sazi   | Totale Tractor Sazi   | 27         | 15         | 4          | 8          |                 | 1               | 0               | 0               | 1               |                    | 1                  | 0                  | 0                  | 1                  |             | -           | -           | -           | -           | 29     | 15     | 4      | 10     | 51,72      |                 |
| Totale carriera       | Totale carriera       | Totale carriera       | 480        | 165        | 138        | 177        |                 | 39              | 12              | 12              | 15              |                    | 1                  | 0                  | 0                  | 1                  |             | -           | -           | -           | -           | 520    | 177    | 150    | 193    | 34,04      |                 |

## Palmarès

### Club
- Coppa di Spagna: 2

Deportivo La Coruna: 1994-1995
Real Saragozza: 2000-2001
- Supercoppa di Spagna: 1

Deportivo La Coruna: 1995